# Silva (estrofa)

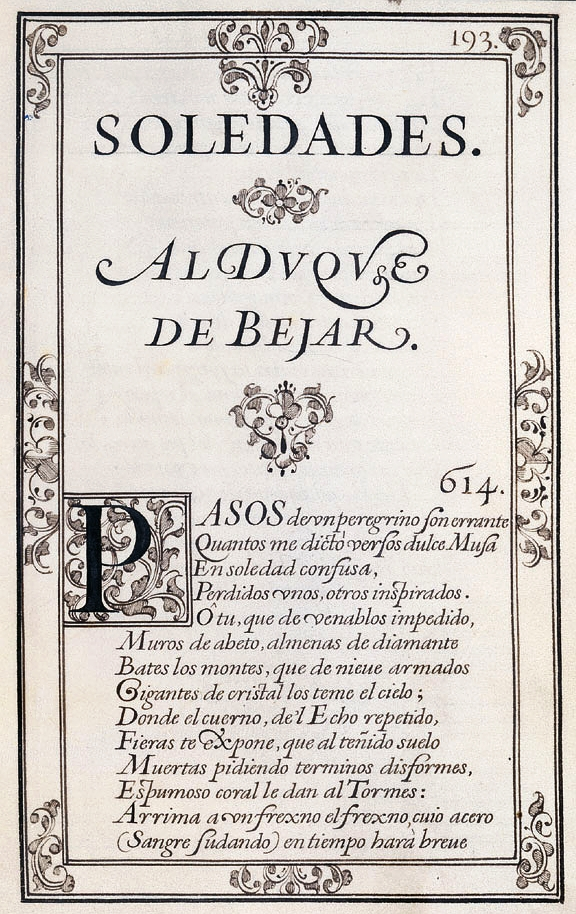
Página inicial de Las Soledades (l. I, pág. 193) en el Manuscrito Chacón, poema compuesto en silvas.

La silva es una estrofa, o más bien una métrica, compuesta por versos endecasílabos (11 sílabas) y heptasílabos (7 sílabas), de rima consonante o libre hasta el punto que incluso se pueden mejorar versos juntos de rima.

## Características
La amplia libertad poética que confiere al poeta esta serie métrica la convierte en la más moderna de la métrica clásica española, por su implícita tendencia antiestrófica y como tal constituye una forma de transición hacia el verso libre moderno. Emparentada con la estancia italiana (stanza) introducida durante el primer tercio del siglo XVI en la lírica española por los petrarquistas Garcilaso de la Vega y Juan Boscán, no debe ser confundida con esta: la estancia italianizante posee una distribución repetida en varias estrofas con el mismo esquema métrico, cada una de las cuales se divide en dos partes ("fronte", formada por dos pies de unos tres versos, y "sírima" o "coda", también formada por dos pies de unos tres versos) engarzadas por un verso de enlace, concluyéndose la serie métrica con un "envío" o "vuelta" final de cuatro versos. La estancia se usa sobre todo en los géneros literarios líricos de la canción amorosa, la oda y la égloga, mientras que la silva, aunque combine también versos de siete y once sílabas, no repite ni tiene esquemas estróficos, deja una libertad de combinación absoluta al poeta y se emplea para temas y géneros más diversos.

## Historia
En la literatura latina creó esta estrofa el poeta Publio Papinio Estacio con sus Silvas. En la literatura española las introdujo en el primer decenio del siglo XVII Francisco de Quevedo (31 en total), pero estos poemas fueron divulgados mucho tiempo después que los de Francisco de Rioja y Luis de Góngora, por lo que fueron estos quienes se llevaron la gloria de popularizarla en la métrica española. Rioja las utilizó más cortas para describir la belleza efímera de las flores y Góngora, por el contrario, las empleó en sus extensas y fastuosas Soledades (1613).
A partir de entonces el culteranismo la asumió como su estrofa más característica y la usaron por ejemplo Pedro Soto de Rojas (Paraíso cerrado para muchos, jardines abiertos para pocos con los fragmentos de Adonis, 1652) o sor Juana Inés de la Cruz (Primero sueño, 1692), entre muchos otros.
Con el siglo XIX y las revoluciones métricas del Romanticismo y del Modernismo la silva se enriquece con formas nuevas. Gustavo Adolfo Bécquer crea la silva arromanzada (heptasílabos y endecasílabos con rima asonante en los versos pares) y los modernistas siguen su ejemplo creando a su vez la silva modernista (que combina versos de siete, nueve, once y catorce sílabas), poniéndole a veces rima asonante a los versos pares como si fuera arromanzada.
Ya en el siglo XX, el poeta de la Generación del 27 Pedro Salinas cultiva una silva en verso blanco o sin rima de versos de siete y once sílabas.

## Tipología
- Silva con predominio de heptasílabos. Se utiliza, por ejemplo, en el género lírico del madrigal. Es adecuada para miniatura y temas intensamente poéticos.
- Silva con predominio de endecasílabos. Es adecuada para temas que exigen más expansión o un desarrollo narrativo.
- Silva modernista. Llamada así porque la introduce Rubén Darío y el resto de los poetas del Modernismo. Combina no solo versos de siete y once sílabas, sino de nueve, catorce y otros.
- Silva arromanzada. Emplea rima asonante en los versos pares, a la manera del romance o del romance heroico. Empieza a cultivarla el posromántico Gustavo Adolfo Bécquer en la segunda mitad del siglo XIX y la adopta el Modernismo y el Simbolismo, constituyendo el metro preferido de, por ejemplo, el poeta de la Generación del 98 Antonio Machado.
- Silva modernista arromanzada. Es una silva modernista (versos de siete, once, nueve y catorce sílabas) con rima asonante en los pares, pues mezcla silva modernista y silva arromanzada.
- Silva en verso blanco. No emplea rima alguna; la usa, por ejemplo, el poeta español de la Generación del 27 Pedro Salinas.

## Ejemplo
Un ejemplo de silva lo encontramos en la obra Al sueño de Miguel de Unamuno:
[...]
En tu divina escuela,
loca y desnuda y sin extraño adorno,
la verdad se revela,
paz derramando en torno;
al oscuro color de tu regazo,
contenta y recogida,
como el ave en su nido,
libre de ajeno lazo,
desnuda alienta la callada vida,
acurrucada en recatado olvido,
lejos del mundo de la luz y el ruido;
lejos de su tumulto,
que poco a poco el alma nos agota,
en el rincón oculto,
en que la fuente de la calma brota.
- Datos: Q2695940